# 千宗原
千宗原（韩语： Chon Jongwon，1996年2月7日—），韩国男子攀岩运动员，2016年亚洲攀岩锦标赛男子抱石赛铜牌得主、2018年亚洲运动会男子全能赛金牌得主、2018年世界攀岩锦标赛男子抱石赛银牌得主。